# Préfecture de Labé
La préfecture de Labé est une subdivision administrative de la région de Labé, en Guinée. 
La ville de Labé en est le chef-lieu actuel.

## Subdivision administrative
La préfecture de Labé est subdivisée en quatorze (14) sous-préfectures: Labé-Centre, Dalein, Daralabe, Diari, Dionfo, Garambé, Hafia, Kaalan, Kouramangui, Noussy, Popodara, Sannou, Tountouroun et Tarambaly (Taranbaly).

## Population
En 2016, la préfecture comptait 339 842 habitants.